# ДАР (галерея в Кырджали)
Художественная галерея «ДАР» известна также как Дом творческих объединений (болг. Дом на творческите съюзи), располагается в историческом здании «Керимов дом» (болг. Керимовата къща) в квартале застройки середины XIX века в городе Кырджали.
Здание представляет собой образец дома зажиточного кырджалийца позднеосманской эпохи, объявлено памятником культуры. В 1882 году именно в этом доме останавливался губернатор Восточной Румелии Александр Богориди. В помещениях сохраняется исторический интерьер — в частности, отделанные резьбой по дереву потолки.
Дом находится в муниципальной собственности и передан в управление городского союза художников. В здании проходят важные городские культурные мероприятия: выставки, выступления местных и заезжих артистов, встречи с писателями, открытые уроки для детей и молодёжи.
Регулярными стали тематические выставки, посвящённые Дню славянской письменности и культуры (24 мая) и Дню города Кырджали (21 октября). Ежегодно проходят выставки, приуроченные к христианским праздникам — Рождеству и Пасхе. Галерея организует юбилейные выставки местных художников — например, состоялась такая выставка к 60-летию Хари Атанасова.
В порядке культурного обмена с Элкхартом, американским побратимом Кырджали, в Керимовом доме выставлялась американская художница Дженнет Кроунитер. С ответным визитом в город-побратим ездили кырджалийские художники Павлина и Владимир Чукич.
В ноябре 2015 года в здании проходили фотовыставки посольства Государства Палестина в Болгарии «Ясир Арафат» и «Палестина – Святая Земля».
В 2016 году местные СМИ сообщали, что здание нуждается в ремонте — в частности, протекающая крыша уже приводит к повреждению традиционной для региона деревянной внутренней отделки.